# Nikolas Sylvester
Nikolas Sylvester, född 20 januari 2000, är en vincentisk simmare.
Sylvester tävlade för Saint Vincent och Grenadinerna vid olympiska sommarspelen 2016 i Rio de Janeiro, där han blev utslagen i försöksheatet på 50 meter frisim.